# Modelli di Randall-Sundrum
In fisica, i modelli di Randall-Sundrum (chiamati anche teoria delle 5 dimensioni a geometria deformata ) sono due modelli che descrivono la realtà in termini di un universo con più dimensioni a geometria deformata, o più concretamente come uno spazio anti-de Sitter a 5 dimensioni in cui le particelle elementari (tranne il gravitone) sono localizzate su una brana (o brane) con 3+1 dimensioni.
I due modelli furono proposti in due articoli nel 1999 da Lisa Randall e Raman Sundrum perché erano insoddisfatti dei modelli extradimensionali universali allora in voga. Tali modelli richiedono due ottimizzazioni; uno per il valore della costante cosmologica di massa e l'altro per le tensioni delle brane. In seguito, mentre studiavano i modelli RS nel contesto della equivalenza anti-de Sitter / teoria dei campi conformi (AdS/CFT), hanno mostrato come essa possa essere duale per le teorie technicolor.
Il primo dei due modelli, chiamato RS1, ha una dimensione finita per la dimensione extra con due brane, una a ciascuna estremità. La seconda, RS2, è simile alla prima, ma una brana è stata posizionata infinitamente lontano, in modo che nel modello sia rimasta solo una brana.

## Panoramica
Il modello è una teoria del mondo-brana sviluppata cercando di risolvere il problema della gerarchia del Modello Standard. Il modello implica un iperspazio finito a cinque dimensioni che è estremamente deformato e contiene due brane : la brana di Planck (dove la gravità è una forza relativamente forte; chiamata anche "brana di gravità") e la brana TeV. In questo modello, le due brane sono separate nella quinta dimensione, non necessariamente grande, da circa 16 unità (le unità basate sulle energie della brana e dell'iperspazio). La brana di Planck possiede energia positiva, mentre la brana TeV ha energia negativa. Queste energie sono la causa dell'estrema deformazione dello spaziotempo.

## Funzione di probabilità dei gravitoni
In questo spaziotempo deformato che è deformato solo lungo la quinta dimensione, la funzione di probabilità del gravitone è estremamente alta nella brana di Planck, ma diminuisce esponenzialmente man mano che si avvicina alla brana TeV. In questo modo, la gravità sarebbe molto più debole sulla brana TeV che sulla brana di Planck.

## Modello RS1
Il modello RS1 tenta di affrontare il problema della gerarchia . La deformazione della dimensione extra è analoga alla deformazione dello spaziotempo in prossimità di un oggetto massiccio, come un buco nero . Questa deformazione, o spostamento verso il rosso, genera un ampio rapporto di scale energetiche, così che la scala di energia naturale ad un’estremità della dimensione extra è molto più grande che all’altra estremità:
{\displaystyle \mathrm {d} s^{2}={\frac {1}{k^{2}y^{2}}}(\mathrm {d} y^{2}+\eta _{\mu \nu }\,\mathrm {d} x^{\mu }\,\mathrm {d} x^{\nu }),}
dove k è una costante e η ha la firma metrica "−+++". Questo spazio ha confini in y = 1/ k e y = 1/( Wk ), con {\displaystyle 0\leq 1/k\leq 1/(Wk)}, dove k è intorno alla scala di Planck, W è il fattore di curvatura e Wk è intorno a un TeV . Il confine in y = 1/ k è chiamato brana di Planck, mentre il confine in y = 1/( Wk ) è chiamato brana TeV. Le particelle del modello standard risiedono sulla brana TeV. Tuttavia, la distanza tra le due brane è solo −ln( W )/ k .
In un altro sistema di coordinate:
{\displaystyle \varphi \ {\stackrel {\mathrm {def} }{=}}\ -{\frac {\pi \ln(ky)}{\ln(W)}},}
così che:
{\displaystyle 0\leq \varphi \leq \pi ,}
e
{\displaystyle \mathrm {d} s^{2}=\left({\frac {\ln(W)}{\pi k}}\right)^{2}\,\mathrm {d} \varphi ^{2}+e^{\frac {2\ln(W)\varphi }{\pi }}\eta _{\mu \nu }\,\mathrm {d} x^{\mu }\,\mathrm {d} x^{\nu }.}

## Modello RS2
Il modello RS2 utilizza la stessa geometria del RS1, ma non è presente la brana TeV. Si presuppone che le particelle del modello standard si trovino sulla brana di Planck. Questo modello era originariamente interessante perché rappresentava un modello infinito a 5 dimensioni che, per molti aspetti, si comportava come un modello a 4 dimensioni. Questa configurazione potrebbe essere interessante anche per gli studi sulla congettura AdS/CFT.

## Modelli precedenti
Nel 1998-99 Merab Gogberashvili ha pubblicato su arXiv una serie di articoli su un tema molto simile. Egli ha dimostrato che se l'Universo fosse considerato come un guscio sottile (un sinonimo matematico di "brana") che si espande nello spazio a 5 dimensioni, allora esisterebbe la possibilità di ottenere una singola scala per la teoria delle particelle corrispondente alla costante cosmologica a 5 dimensioni e allo spessore dell'Universo, e quindi risolvere il problema della gerarchia . È stato inoltre dimostrato che la quadridimensionalità dell'Universo è il risultato del requisito di stabilità, poiché la componente extra delle equazioni di campo di Einstein che fornisce la soluzione localizzata per i campi di materia coincide con quella delle condizioni di stabilità.

## Risultati sperimentali
Nell'agosto 2016, i risultati sperimentali dell'LHC hanno escluso l'esistenza di gravitoni Randall-Sundrum con masse inferiori a 3,85 e 4,45 TeV per ˜k rispettivamente di 0,1 e 0,2. Sono anche stati esclusi gravitoni con masse inferiori a 1,95 TeV per ˜k = 0,01 (ad eccezione di quelli con massa compresa tra 1,75 TeV e 1,85 TeV). Attualmente questi rappresentano i limiti più severi alla produzione di gravitoni RS. 